# Dusun Jabi
Dusun Jabi is een bestuurslaag in het regentschap Bengkulu Utara van de provincie Bengkulu, Indonesië. Dusun Jabi telt 190 inwoners (volkstelling 2010).